# Iamel Kabeu
Iamel Kabeu (7 de septiembre de 1982) es un futbolista neocaledonio que juega como delantero en el Hienghène Sport.

## Carrera
Debutó en el 2001 en el JS Baco, y jugó allí nueve años. En 2010 fue transferido al AS Manu Ura tahitiano y en 2012 regresó a Nueva Caledonia para jugar en el Hienghène Sport.

### Clubes
| Club            | País               | Año             |
| --------------- | ------------------ | --------------- |
| JS Baco         | Nueva Caledonia    | 2001 - 2010     |
| AS Manu Ura     | Polinesia Francesa | 2010 - 2012     |
| Hienghène Sport | Nueva Caledonia    | 2012 - Presente |

### Selección nacional
En representación de Nueva Caledonia, jugó 24 partidos y convirtió 13 goles. Fue convocado para la Copa de las Naciones de la OFC 2012.